# Bibbi Unge

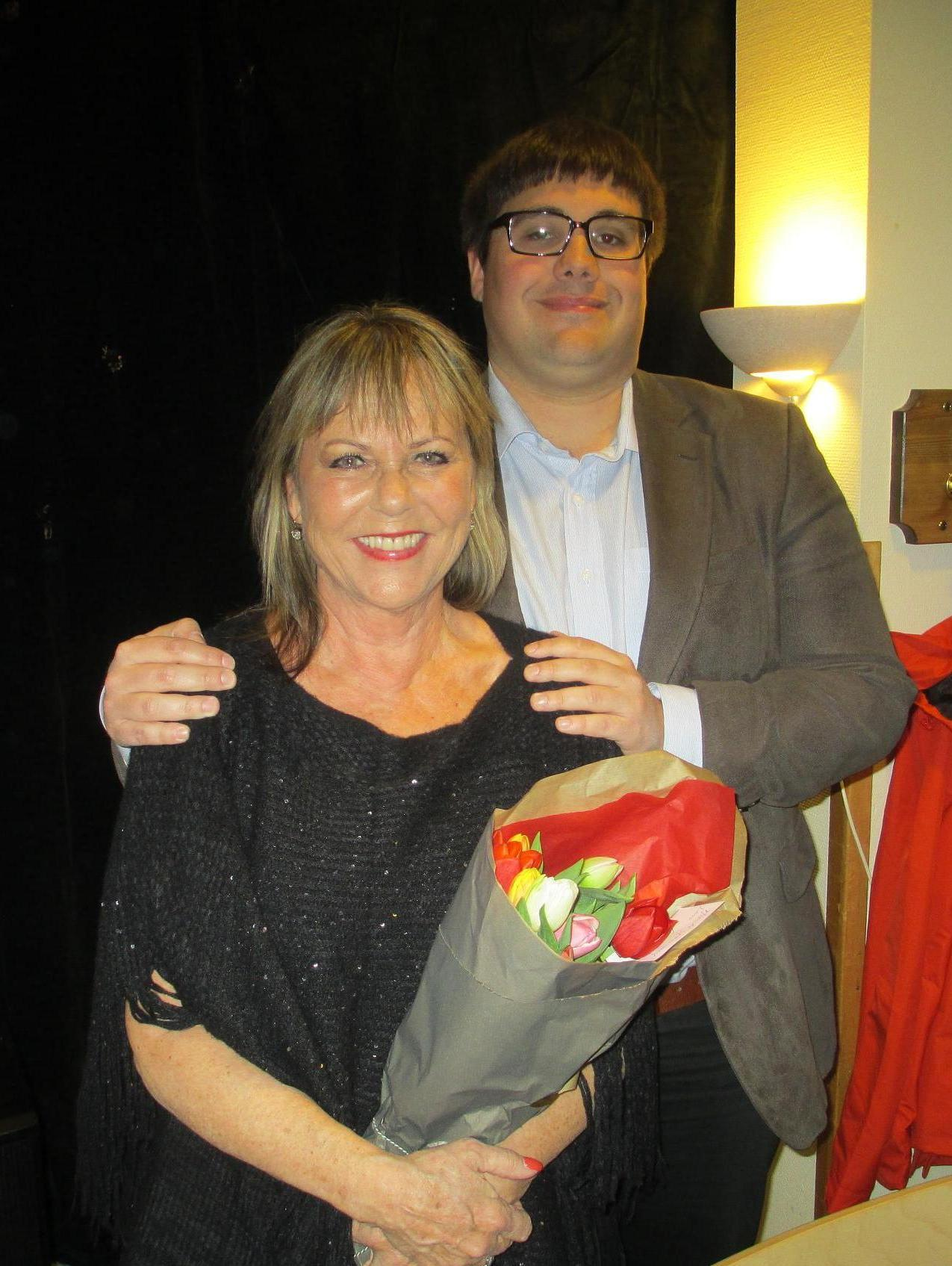
Unge med sonen Joakim Eljas efter ett kabaréframträdande av henne i Stockholm i maj 2015.

Bibbi Ulla Margit Elisabeth Unge, ursprungligen Ulla Margit Elisabeth Unge, född 7 februari 1951 i Södertälje församling i Stockholms län, är en svensk skådespelare och före detta rektor på Calle Flygares teaterskola. Hon var 1984-2002 gift med musikern Anders Eljas.
1979 påbörjade hon i en huvudroll en turné med över 200 föreställningar av Alan Ayckbourns Toffelhjältar, mot bland andra Sven-Bertil Taube och Kjerstin Dellert, i Göteborg, Lund, Helsingfors och på Intiman i Stockholm. År 1994 var hon som Britt-Marie Dahlström med i två avsnitt av Tre Kronor på tv.
Hon är dotter till civilingenjören Torsten Vilhelm Unge och Margit Ingegerd Maria Sundelin samt sondotter till civilingenjören Nils Unge.

## Filmografi (urval)
- 1977 – Jack
- 1979 – En handelsresandes död
- 1985 – Inget för en karl
- 1994 – Tre kronor (TV-serie)